# Stewartia laotica
Stewartia laotica är en tvåhjärtbladig växtart som först beskrevs av François Gagnepain, och fick sitt nu gällande namn av J. Li och Ming. Stewartia laotica ingår i släktet Stewartia och familjen Theaceae. Inga underarter finns listade i Catalogue of Life.